# Friedrich von Stülpnagel (Leichtathlet)
Friedrich Gottlob von Stülpnagel (* 16. Juli 1913 in Lichterfelde; † 7. Juni 1996 in München) war ein deutscher Leichtathlet und Oberst der Bundeswehr.

## Familie
Er war der Sohn des königlich-preußischen Kammerherrn und Hauptmanns Ferdinand Wolf von Stülpnagel (1873–1938), Chef der kronprinzlichen Hofverwaltung und der Martha von Wietersheim (1885–1959).
Stülpnagel heiratete in erster Ehe am 26. Mai 1939 in München Dagmar Reinhard (* 25. Januar 1919 in München), die Tochter des Majors Hugo Reinhard und der Ella Lucke. Die Ehe wurde am 25. März 1947 in Freiburg im Breisgau wieder geschieden. Sie heiratete danach den Fabrikanten Horst Gütermann (* 19. Juni 1922 in Freiburg im Breisgau; † 3. August 2012).
In zweiter Ehe heiratete Stülpnagel am 22. Mai 1947 in Geisenheim (Rheingau-Taunus-Kreis, Hessen) Lucia Luise Gräfin von Ingelheim gen. Echterin von und zu Mespelbrunn (* 25. Dezember 1917 in Geisenheim; † 3. Juni 1958 in Köln-Merheim), die Tochter des Dr. jur. et rer. pol. h. c. Philipp Rudolf Graf von Ingelheim, Erbkämmerer des Herzogtums Nassau, königlich bayerischer Kämmerer und erblicher Reichsrat der Krone Bayern, und der Leopoldine Schenk Gräfin von Stauffenberg.
Aus dieser Ehe gingen die drei Söhne Alexander, Berthold und Christian hervor.
In dritter Ehe heiratete Stülpnagel am 2. Juni 1959 in Bonn-Beuel Maria Beate, verw. Schmidt v. Altenstadt, geb. Wisniewski (* 5. Oktober 1915 in Berlin-Tiergarten; † 12. Juni 1991 in Wolfratshausen), die aus ihrer Ehe mit Heinrich S. v. A. (gefallen am 26. Juni 1941) die Tochter Monica mit in die Ehe brachte.

## Leben
Stülpnagel entschied sich für den Offizierberuf und diente zunächst im Potsdamer Infanterieregiment 9.
Er gewann bei den Olympischen Sommerspielen 1936 in Berlin eine Bronzemedaille als zweiter Läufer der deutschen 4-mal-400-Meter-Staffel (zusammen mit Helmut Hamann, Harry Voigt und Rudolf Harbig).
Er startete für den MSV Wünsdorf. In seiner Wettkampfzeit war er 1,87 m groß und 70 kg schwer. 
1955 war Grenzschutz-Major Friedrich Gottlob von Stülpnagel Geschäftsführer des Bundesgrenzschutz-Verband e.V., einer Korporation der Beamten des Bundesgrenzschutzes. Später schlug er die Offizierslaufbahn bei der Bundeswehr ein und ging 1972 im Rang eines Obersts im Generalstab in den Ruhestand, zuletzt verwendet als Leiter des Verbindungskommandos der Bundeswehr zum deutschen Nationalen Olympischen Komitee bei den Olympischen Sommerspielen 1972 in München.
Nach seiner Pensionierung als Offizier gründete er durch seine Jagdleidenschaft in Wolfratshausen das Waffengeschäft Waffen-Oberland, das er dann 1979 an seinen angestellten Büchsenmacher übergab.
Am 15. Mai 1972 wurde Stülpnagel mit dem Bundesverdienstkreuz 1. Klasse ausgezeichnet.
Stülpnagel verstarb 1996 im Alter von 82 Jahren und wurde auf dem Friedhof Berg bei Eurasburg beigesetzt.